# 戀夏38℃
《戀夏38℃》（英語：Summer Fever），2011年由臺灣獨角先傳媒股份有限公司、柏合麗娛樂傳媒與福建海峽世紀影視文化有限公司聯合監製、臺灣想亮影藝製作有限公司製作的偶像劇。由胡宇威、吳映潔（鬼鬼）、苑新雨、是元介、王睿、吳芮甄等人主演。本劇由電影《夏天協奏曲》翻拍，於2011年9月初開鏡，2012年3月16日殺青。劇中80%場景在金門，並擴及台北和廈門、福州等地取景拍攝。中視於2012年10月31日播出，共30集。本劇獲得新聞局101年度高畫質電視節目補助600萬元。

## 故事
他們的青春熱血故事，在那個 38℃ 的盛夏，開始了......
阿寬（胡宇威飾演）、沙蟲（是元介飾演）和李靜（苑新雨飾演）是青梅竹馬，也是解不開的三角習題。十年前，阿寬喜歡的李靜與巧遇的女孩小青（吳映潔（鬼鬼）飾演）同時離開了他；他最深愛的父親，出差後音訊全無，自此阿寬一個人照顧著重度憂鬱的母親。他不再相信感情！十年後的夏天，阿寬和沙蟲經營著民宿；李靜回到了金門、鋼琴女孩小青受邀演出，阿寬再度與兩位女孩重逢。
在這個炙熱的夏天，小青和阿寬因一連串誤會而更了解彼此，李靜則不顧母親反對決意挽回阿寬的心，沙蟲千方百計討好李靜，鴨子（吳芮甄飾演）苦戀沙蟲，而許磊（王睿飾演）則愛上了小青的率真與自然，六個年輕人吵吵鬧鬧地搭上了戀愛巴士心動之旅，沒想到竟然發生了車禍。六個人之間的友情、愛情開始風起雲湧......。
一連串事件過後，阿寬終於在青梅竹馬的李靜與命中注定的小青之間，做出了選擇，而兩個女孩卻在一場鋼琴大賽中賭上了愛情。最後，阿寬以為得到了真愛，沒想到回到身邊的，其實是另一個和小青長得一模一樣的女孩？
六個年輕人的牽線者阿輝伯，指引阿寬，走向那個藍天碧海、豔陽灑落、高粱搖曳的美麗海岸，那裡有著他日夜思念的愛情解答，也是讓六個年輕人撕心裂肺的真相！
在這個豔夏，他們體驗了交錯的歡笑眼淚、嚐盡愛情的甜美酸澀，最終迎接他們的會是充滿希望與歡笑的陽光。
本劇翻拍自2009年11月27日上映的台灣電影《夏天協奏曲》(張睿家、林逸欣、林美秀等人主演)，身兼電影導演、編劇的黃朝亮，亦將執導《戀夏38℃》。劇中飾演「阿輝伯」一角的「茂伯」林宗仁，2011年11月28日因心肌梗塞猝逝，雖僅拍攝完七成的戲份，但導演黃朝亮決定不換角，並為茂伯修改劇本，讓茂伯的「阿輝伯」保留原有形象。

## 播出時間

### 首播
| 頻道                    | 所在地 | 播映日期       | 播出時間                                  |
| ----------------------- | ------ | -------------- | ----------------------------------------- |
| 中視                    | 臺灣   | 2012年10月31日 | 每週一~每週四 22:00 - 23:00               |
| 中視HD台 （高畫質首播） | 臺灣   | 2012年12月10日 | 每週一~每週五 00:00 - 02:00（連續播二集） |
| DATV                    | 日本   | 2013年6月4日   | 每週一~每週五19:00(2集)                   |
| J2                      | 香港   | 2014年7月30日  | 每週一~每週五 14:00 - 15:00               |

## 演員陣容

### 主要角色
| 演員            | 角色   | 介紹 | 出場集數             | 粤配   |
| 胡宇威          | 林明寬 | 阿寬 24歲，大學觀光系畢業，小青男友。 個性樸實憨厚、外型陽光帥氣，十三歲父親離家後，家裏全靠著阿寬打工賺錢養家、繳學費，與靜芬母子相依爲命，目前在沙蟲家的古意民宿工作。很少跟朋友來往，唯一的好友是沙蟲和青梅竹馬的李靜。內心受父親拋棄的影響，長大後對外來者具有排斥感，包括遇到自己鍾愛的小青，也遲遲不願敞開心接受愛情，因此，不只生活困頓，情路更是坎坷！直到，今年夏天，阿寬終於得知父親的音訊，他的人生就此有了轉變，無論對愛情、對未來，阿寬不再畏縮不前，但命運的考驗沒放過他，阿寬該怎麼踏出下一步？                                                                                     | 全劇                 | 陳祖兒 |
| 吳映潔 （鬼鬼） | 陳文青 | 小青 23歲，大學音樂系四年級，阿寬女友。 個性大方、氣質非凡、對愛執著、心地善良，從小學習鋼琴，是鋼琴才女，罹患紅斑性狼瘡，身體一直不好，病情也愈來愈嚴重。大三的暑假，小青應邀來到金門帶青少年合唱團，因此認識阿寬、沙蟲、李靜和許磊。小青原先對愛情並不確定，對阿寬的排外心態十分不解，直到瞭解阿寬背景後，反而漸漸愛上他。感情經過一番波折，終於化解阿寬封閉的心，贏得真愛。在金門她度過了這輩子最難忘的暑假。卻也因此讓病情惡化！回台灣之後，她和阿寬承諾會依照約定隔年夏天回到金門與阿寬相聚，兩人一起編織共同的未來。但命運捉弄，「小青」回來了！原本甜蜜的初戀，卻成為令人鼻酸的凄美故事？！ | 1-27                 | 麥智鈞 |
| 吳映潔 （鬼鬼） | 陳天晴 | 小晴 陳文青的雙胞胎妹妹。也是從小學習鋼琴，卻更擅長小提琴。 個性活潑大方、善解人意。小晴並未跟姊姊一起到金門過暑假，偶爾前往待一個禮拜，卻被阿寬誤認為是小青，小晴也將錯就錯，調皮的假扮小青跟阿寬約會。小青原想把阿寬介紹給小晴認識，沒想到命運卻讓小晴真正扮演起小青，就為了掩飾小青復發的重病。 小晴發現扮演遊戲越來越不有趣，姊姊重病在醫院，自己卻不能關心照顧，還要假裝是小青跟阿寬談情說愛！小晴為了不讓阿寬傷心，能永遠當姊姊的替身嗎？面對小青的去世、阿寬的傷心欲絕、眾人的指責......小晴又該如何面對？                                                                                  | 1,5,7,11,17-19,25-30 | 麥智鈞 |
| 是元介          | 黃志崇 | 沙蟲 24歲，大學觀光系畢業。 愛打電玩，反應機靈，創意十足，活潑外向，愛面子，阿寬的死黨好友，家裡經營「古意民宿」，和阿寬從小一起在水頭村長大，有什麽好康的事，都跟阿寬分享。從小就喜歡李靜，當十年後李靜再度回到金門，為了追求李靜，沙蟲竟然跌破爸媽眼鏡，開始上進之路。在灣景酒店原先擔任門房，現在被升上企劃部。 | 全劇                 | 陳振聲 |
| 苑新雨          | 李靜   | 24歲，廈門大學音樂系畢業，目前在紐約讀書。 個性率真大方、為人直爽敢言、重情重義，從小學習鋼琴，是廈門的鋼琴才女。從小愛慕阿寬，長大後依約回到金門，希望重拾與阿寬之間的情感，未料對阿寬來說，10年淡了音訊的李靜，並沒有實現她當時的諾言。小青的出現對李靜帶來極大的威脅，無論鋼琴比賽或愛情，李靜都不願意輸，她相信自己的幸福，要靠自己掌握，這次再也不願意放開阿寬！ | 全劇                 | 馬慧琪 |
| 王睿            | 許磊   | 28歲，英國留學海歸派,知名建築設計師。 為人正直，沒有著富二代的傲氣，有著獨特的品味和執著，嗜好與天分就是品酒。父親是知名的老酒廠的經營者，由於上一代的感情牽扯，許磊受劉虹與父親許剛指示，與李靜相親，並且嘗試交往。但在金門遇見小青後，忍不住漸漸愛上她。曾經在友情上摔跤，對友誼充滿疑惑的許磊，因為認識小青而解開對人不信任的顧慮。事業有成，然而感情卻不能自己。看著喜歡阿寬的小青，許磊如同他一向的紳士風度，給予更多的祝福與陪伴，只要小青歡喜... | 全劇                 | 陳旭恆 |
| 吳芮甄          | 吳芮甄 | 鴨子 24歲，從小就非常喜歡沙蟲，戀愛巴士團負責人。 個性單純可愛，永遠記住國小時，沙蟲拿嗶嗶糖套在自己手指上求婚，於是認定自己的人生最終就是要跟沙蟲結婚！只要沙蟲有困難，鴨子一定會盡自己的力量幫忙到底。擅長料理和手工，雖然常被沙蟲嫌棄和爽約，但依然勇敢追求自己的愛情。從小身體不太好，和沙蟲有著不可能任務的約定，為了讓沙蟲正視自己，決定冒險去完成那個不可能的任務，鴨子也希望沙蟲終有一天能把眼光望向自己... | 2-6,8,10-11,13,17-30 | 鄭佩嘉 |

### 其他角色
| 演員         | 角色   | 介紹 | 出場集數                           | 粤配 |
| 林宗仁(茂伯) | 呂正輝 | 阿輝伯 65歲，酒廠釀酒師。 在酒廠擔任釀酒師 45 年，釀酒技術無人能出其右。五年前妻子過世，他每天都到墳上和她說話，並送上一束鮮花，人稱他為「金門第一痴情郎」,他也是幾個年輕人感情糾葛的關鍵人物。                                         | 1,3,5,7-11,13-14,19-20,24,26-27,29 |      |
| 姚黛瑋       | 陳美春 | 沙蟲媽 46歲，古意民宿老闆娘、沙蟲的媽媽。 說話風趣、明智開朗，善解人意，跟年輕人說話沒什麼代溝，最喜歡別人叫她老闆娘，好像會越叫越有錢。當阿寬爸爸去台灣一去不回後，沙蟲媽負起照顧好友靜芬的責任。                                      | 1-20,23-28-30                      |      |
| 陳慕義       | 黃萬達 | 沙蟲爸 53歲，沙蟲的爸爸。 為人憨厚老實，心地善良，風趣常鬧笑話，但因愛好賭博，常常因為積欠賭債鬧出家庭危機。終於有一天就在他陷入危機、兒子和老婆決定放棄自己時，阿寬卻掏出所有積蓄搶救沙蟲爸，沙蟲爸也下定決心，跟「賭博」一刀兩斷！    | 1-7,11,13,17-19,23-26,28-30        |      |
| 賈欣惠       | 陳淑芳 | 40歲，見晴咖啡館老闆娘。 文青、天晴的姑姑，單身未嫁，協助照顧失去母親的小晴和小青，甚至常掩護雙胞胎互相扮演的調皮行徑。 | 1,3,14-16,18-19,24-27,29           |      |
| 林秀君       | 李靜芬 | 47歲，阿寬的媽媽。 因十年前阿寬父親外調台灣一去不回後，因受不了刺激，不願意接受現實，而罹患重度憂鬱症。 | 4-5,8-9,12-13,16-20,28-29          |      |
| 董娉         | 劉虹   | 46歲，灣景酒店董事長，李靜的媽媽。 曾和許磊的父親許剛，有著純純的愛戀。望女成鳳，對於李靜從小給予最好的音樂教育，發現鋼琴才女陳文青，力邀前來酒店開幕時演出。對許磊非常有好感，原想撮合許磊與女兒李靜，卻造成幾個年輕人難分難解的愛戀。 | 1-3,5-11,13,15,17-18,20-26,28,29   |      |
| 孫杭進       | 許剛   | 朝陽酒廠經營者，許磊的爸爸。目前被檢查出得了肺癌第三期。 | 3-7,13-16,26                       |      |
| 尤磊         | 方秘書 | 灣景酒店董事長秘書。被許磊查出是他造成金門生態破壞的兇手。 | 1,3,5-10                           |      |

### 客串演出
| 演員   | 角色         | 介紹 | 登場                | 粤配 |
| 王家梁 | 凱文         | 金門日報記者，阿寬、沙蟲的好友。                                                                                 | 2,6-7,9             |      |
| 蔡仲瑋 | 林明寬(幼時) | 阿寬小時候，曾用口琴與小晴合奏《七七戀習曲》。                                                                   | 2,5,11,15-17,26     |      |
| 吳湘瑀 | 陳文青(幼時) | 小青小時候。 | 2,11,26,28          |      |
| 吳湘涵 | 陳天晴(幼時) | 小晴小時候，曾用鋼琴與阿寬合奏《七七戀習曲》。                                                                   | 2,11,28             |      |
| 童毅軍 | 阿寬爸       | 阿寬的爸爸，十年前至台灣出差後再也沒回過金門，事實上是在醫院昏迷中。阿寬帶寬爸回去金門後，在家裡平靜的離開人世。 | 5,9,14-17           |      |
| 陳冠妤 | 呂惠惠       | 阿輝伯的孫女，就讀古意國小，參加小青指導的暑期合唱團。                                                           | 7-11,13,19-20,26-27 |      |
| 官家宇 | 阿城         | 阿輝伯的兒子，與再婚妻子、女兒一同搬到福州居住。                                                                 | 7-8,27              |      |
|        | 阿珍         | 許磊的媽媽。 | 13-16               |      |

## 電視劇歌曲
| 曲別   | 歌名           | 演唱者         | 作詞   | 作曲   |
| 片頭曲 | 犯規           | 吳映潔（鬼鬼） | 范宇宏 | 趙倩   |
| 片尾曲 | 那年夏天的味道 | 吳映潔（鬼鬼） | 黃朝亮 | 王柏力 |

## 製作團隊
- 統籌編劇：馬競達
- 編　劇：張瑋庭、張綺恩、吳瑾蓉
- 導　演：黃朝亮
- 出品人：楊登魁
- 製作公司：想亮影藝製作有限公司
- 監　製： 臺灣獨角先傳媒股份有限公司、 中国大陆海峽世紀影視文化有限公司

## 收視率

### 台灣中視
| 播映日期                 | 週數     | 平均收視率 | 排名 | 集數  | 備註 |
| ------------------------ | -------- | ---------- | ---- | ----- | ---- |
| 2012年10月31日－11月1日  | 1        | 0.28       |      | 01-02 |      |
| 2012年11月5日－11月8日   | 2        | 0.23       |      | 03-06 |      |
| 2012年11月12日－11月15日 | 3        | 0.25       |      | 07-10 |      |
| 2012年11月19日－11月22日 | 4        | 0.19       |      | 11-14 |      |
| 2012年11月26日－11月29日 | 5        | 0.25       |      | 15-18 |      |
| 2012年12月3日－12月6日   | 6        | 0.28       |      | 19-22 |      |
| 2012年12月10日－12月13日 | 7        | 0.28       |      | 23-26 |      |
| 2012年12月17日－12月20日 | 8        | 0.30       |      | 27-30 |      |
| 平均收視                 | 平均收視 | 0.26       |      |       |      |

- 由AGB尼爾森調查，調查範圍是四歲以上收看電視之觀眾。
- 資料來源：中時娛樂、凱絡媒體週報

## 相關商品
- 金門高粱酒戀夏38℃紀念款[3]。

## 腳註
1. ↑  . 行政院新聞局. 2012-03-20  [2012-03-20]. （原始内容存档于2012-12-05） （中文（臺灣））.
2. ↑  蘇詠智、楊起鳳. . 聯合新聞網. 2011-11-29  [2011-11-30]. （原始内容存档于2011-12-31） （中文（臺灣））.
3. ↑  . 黑松股份有限公司. 2012-07-11  [2012-11-13] （中文（臺灣））.[永久]

## 相關新聞
- 偶像劇金門取景 李沃士支持 （页面存档备份，存于）大紀元 2011-08-02
- 戀夏38度C試鏡會金門縣文化局 2011-08-24
- 遺作"戀夏38℃" 茂伯來不及拍完... （页面存档备份，存于） 華視新聞 2011-11-28
- 金門取景電視劇 兩岸電視播映
- 胡宇威酷愛中國功夫 為《戀夏》返台配音
- 《恋夏》6月或登内地 胡宇威吴映洁演凄美爱情[永久]
- 吴映洁《恋夏》“闹双胞” 斗气冤家引期待[永久]
- 胡宇威鬼鬼「滾沙灘」 只差沒全壘打茂伯託夢《戀夏》別再重剪了 （页面存档备份，存于）

## 外部連結
- 官方网站－中視
- 官方网站－香港無綫電視
- 戀夏38℃－新浪專題
- 戀夏38℃的新浪微博－台灣官方
- 戀夏38℃的新浪微博－中國官方
- 戀夏38℃的Facebook專頁
- 『夏の協奏曲』日本DVD網站 （页面存档备份，存于）
- YouTube上的

## 作品的變遷
| 中視數位台 每週一至週四 22:00 - 23:00          | 中視數位台 每週一至週四 22:00 - 23:00 | 中視數位台 每週一至週四 22:00 - 23:00 |
| ---------------------------------------------- | ------------------------------------- | ------------------------------------- |
|                                                | 戀夏38℃ ( 2012.10.31 - 2012.12.20)    |                                       |
| 美樂。加油（重播） （2012.09.27 - 2012.10.30） | 死神少女 （2012.12.24 - 2013.01.17）  |                                       |

| 緯來綜合台 每週六至週日 21:00 - 22:00 | 緯來綜合台 每週六至週日 21:00 - 22:00 | 緯來綜合台 每週六至週日 21:00 - 22:00 |
| ------------------------------------- | ------------------------------------- | ------------------------------------- |
|                                       | 戀夏38℃ ( 2013.05.25 - 2013.09.01)    |                                       |
| 姐妹淘心話                            | 未定 （2013.09.07 - 2013.）           |                                       |

| 香港 無綫電視J2 每週一至週五 14:00 - 15:00 8月4日 暫停播映 | 香港 無綫電視J2 每週一至週五 14:00 - 15:00 8月4日 暫停播映 | 香港 無綫電視J2 每週一至週五 14:00 - 15:00 8月4日 暫停播映 |
| ---------------------------------------------------------- | ---------------------------------------------------------- | ---------------------------------------------------------- |
|                                                            | 戀夏38℃ （2014.07.30 - 2014.09.10）                        |                                                            |
| 90210（第四季） （2014.06.26 - 2014.07.29）                | 三色貓探案 （2014.09.11 - 2014.09.25）                     |                                                            |